# Bruce Morrissette
Pour les articles homonymes, voir Morrissette.
 (mars 2011).
Si vous disposez d'ouvrages ou d'articles de référence ou si vous connaissez des sites web de qualité traitant du thème abordé ici, merci de compléter l'article en donnant les références utiles à sa vérifiabilité et en les liant à la section « Notes et références ».
Bruce Morrissette (26 avril 1911 - 6 février 2000), est un universitaire américain, qui s'est spécialisé dans la littérature et le cinéma français du XXe siècle. Il fut professeur à l’université Washington de Saint-Louis et à l’université de Chicago
Il a écrit un essai sur une affaire de pastiches d'après Arthur Rimbaud, La Bataille Rimbaud : l'affaire de la Chasse spirituelle (The Great Rimbaud forgery) publié en France en 1959. 
En 1956, il rencontre l'écrivain français Alain Robbe-Grillet, dont il devient un spécialiste et qu'il contribue à faire connaître aux États-Unis. Il lui a consacré quatre essais, et a traduit son livre Instantanés, sous le titre de Snapshots (1995).